# 葉文玲
葉 文玲（よう ぶんれい、1942年11月4日 - ）は、中華人民共和国の小説家。代表作に小説『無夢谷』『無桅船』『無憂樹』。

## 略歴
1942年11月4日、浙江省玉環県楚門鎮で生まれる。兄は葉鵬。
13歳の時、処女作『夫妻間的小風波』は『玉環報』副刊掲載された。
1957年に台州専区黄岩高中に入学した。兄が当局に「反蘇反党」と評され、右派分子として画定されたため、葉文玲は株連を受け、退学を余儀なくされた。葉文玲は退学後、幼稚園教師、工場工人、車間主任、生産科統計員などを担当したことがある。
1962年には教員の王克起と結婚。
文化大革命の時、葉文玲はこっそりと自宅のミシンに書いた。
1963年4月、葉文玲は「春倩的心事」を発表した。
1973年2月、葉文玲の小説「当月計画完成的時候」が『文芸作品選』に発表された。
1977年、葉文玲の小説『丹梅』、『飄雪除夕』、『年飯』が『人民文学』雑誌に発表され、茅盾の接見を受けた。
1979年、葉文玲の『静静的山谷』、『赴考』、『誰是研究所所長』は『解放軍文芸』、『奔流』などの刊行物に発表された。同年に中国作家協会に加入し会員となった。
1980年、葉文玲の小説『心香』、『籐椅』、『勿忘草』が発表され、全国短編小説賞、『現代雑誌』栄誉賞を受賞した。
1986年、葉文玲は杭州市に引っ越し、浙江省作家協会に配属された。1990年、浙江省文連副主席に当選。1992年、浙江省作家協会主席兼茅盾文学院院長に就任。
1983年から、葉文玲は第6、7、8、9期の全国政治協商委員を続々と務めている。
1990年代から、葉文玲は『無盡的人生』（『無夢谷』『無桅船』『無憂樹』）の三部作を書いた。
1995年、葉文玲は米国ニューヨーク国際文化芸術センターの「中国文学創作優秀成就賞」を受賞した。
1997年、葉文玲は「魯迅文芸賞突出成就賞」を受賞した。
2012年、「文玲書院」は浙江省台州市で開館した。

## 作品

### 短篇小説
- 『夫妻間的小風波』
- 『我和雪梅』
- 『真戯假做』
- 『両家親』
- 『鳳凰阿嬌』
- 『春倩的心事』
- 『当月計画完成的時候』
- 『丹梅』
- 『飄雪除夕』
- 『年飯』
- 『静静的山谷』
- 『赴考』
- 『誰是研究所所長』
- 『心香』
- 『藤椅』
- 『毋忘草』

### 長篇小説
- 『無夢谷』
- 『無桅船』
- 『無憂樹』